# 颜氏大疣蛛
颜氏大疣蛛（学名：Macrothele yani）是隶属于大疣蛛科的一种个体大、毒性强的蜘蛛。属于夜行性动物，白天通常隐蔽在土缝或石缝中，晚上则会爬出洞口，待在漏斗状网附近捕食落在网上的昆虫或其他小型动物。主要分布于中国云南省的西北部和南部地区，2002年首次在高黎贡山被发现。